# Chadsia magnifica
Chadsia magnifica är en ärtväxtart som beskrevs av René Viguier. Chadsia magnifica ingår i släktet Chadsia och familjen ärtväxter. IUCN kategoriserar arten globalt som sårbar. Inga underarter finns listade i Catalogue of Life.